# AC Sparta Praha/2014
Deze pagina geeft een overzicht van de AC Sparta Praha wielerploeg in 2014.

## Transfers
| Inkomend        | Team 2013          | Uitgaand         | Team 2014        |
| --------------- | ------------------ | ---------------- | ---------------- |
| Jan Stöhr       | SKC Tufo Prostějov | Martin Hunal     | Bauknecht-Author |
| Pavel Stöhr     | SKC Tufo Prostějov | Radovan Doležel  | Etixx-Ihned      |
| Petr Kohlbeck   | Neo                | Ondřej Pávek     | Onbekend         |
| Petr Fiala      | Neo                | Jan Klabouch     | Onbekend         |
| Martin Cervenka | Neo                | Rostislav Krotký | Onbekend         |
| Jan Ryba        | Neo                | Pavel Kopecký    | Onbekend         |
| Martin Kubík    | Neo                |                  |                  |

## Renners
| Naam              | Geboortedatum     | Nationaliteit | Ploeg 2013         |
| ----------------- | ----------------- | ------------- | ------------------ |
| Martin Cervenka   | 13 september 1983 | Tsjechië      | Neo                |
| Petr Fiala        | 30 augustus 1995  | Tsjechië      | Neo                |
| Tomáš Holub       | 25 september 1990 | Tsjechië      |                    |
| Petr Kohlbeck     | 15 januari 1988   | Tsjechië      | Neo                |
| Martin Kubík      | 25 december 1995  | Tsjechië      | Neo                |
| Tomáš Medek       | 9 februari 1993   | Tsjechië      |                    |
| Jiří Nesveda      | 14 mei 1985       | Tsjechië      |                    |
| Tomáš Okrouhlický | 4 november 1985   | Tsjechië      |                    |
| Jan Ryba          | 25 maart 1995     | Tsjechië      | Neo                |
| Jan Stöhr         | 5 april 1991      | Tsjechië      | SKC Tufo Prostějov |
| Pavel Stöhr       | 5 april 1991      | Tsjechië      | SKC Tufo Prostějov |
| Václav Viktorin   | 11 augustus 1989  | Tsjechië      |                    |

## Kalender (profwedstrijden)
| Wedstrijd          | Datum             | Categorie |
| ------------------ | ----------------- | --------- |
| Velothon Berlin    | 18 mei 2014       | 1.1       |
| Ronde van de Doubs | 14 september 2014 | 1.1       |

## Overwinningen
geen
2002 · 2003 · 2004 · 2005 · 2006 · 2007 · 2008 · 2009 · 2010 · 2011 · 2012 · 2013 · 2014 · 2015 · 2016 · 2017 · 2018 · 2019 · 2020 · 2021 · 2022 · 2023 · 2024